# Stereum hirsutum
Stereum hirsutum là một loài nấm gây hại cho thực vật. S. hirsutum đến lượt nó lại là ký sinh của một số loài nấm khác như Tremella aurantia. S. hirsutum sống trên thân và cành gỗ chết của các loại gỗ cứng và cây tùng bách.

## Hình ảnh

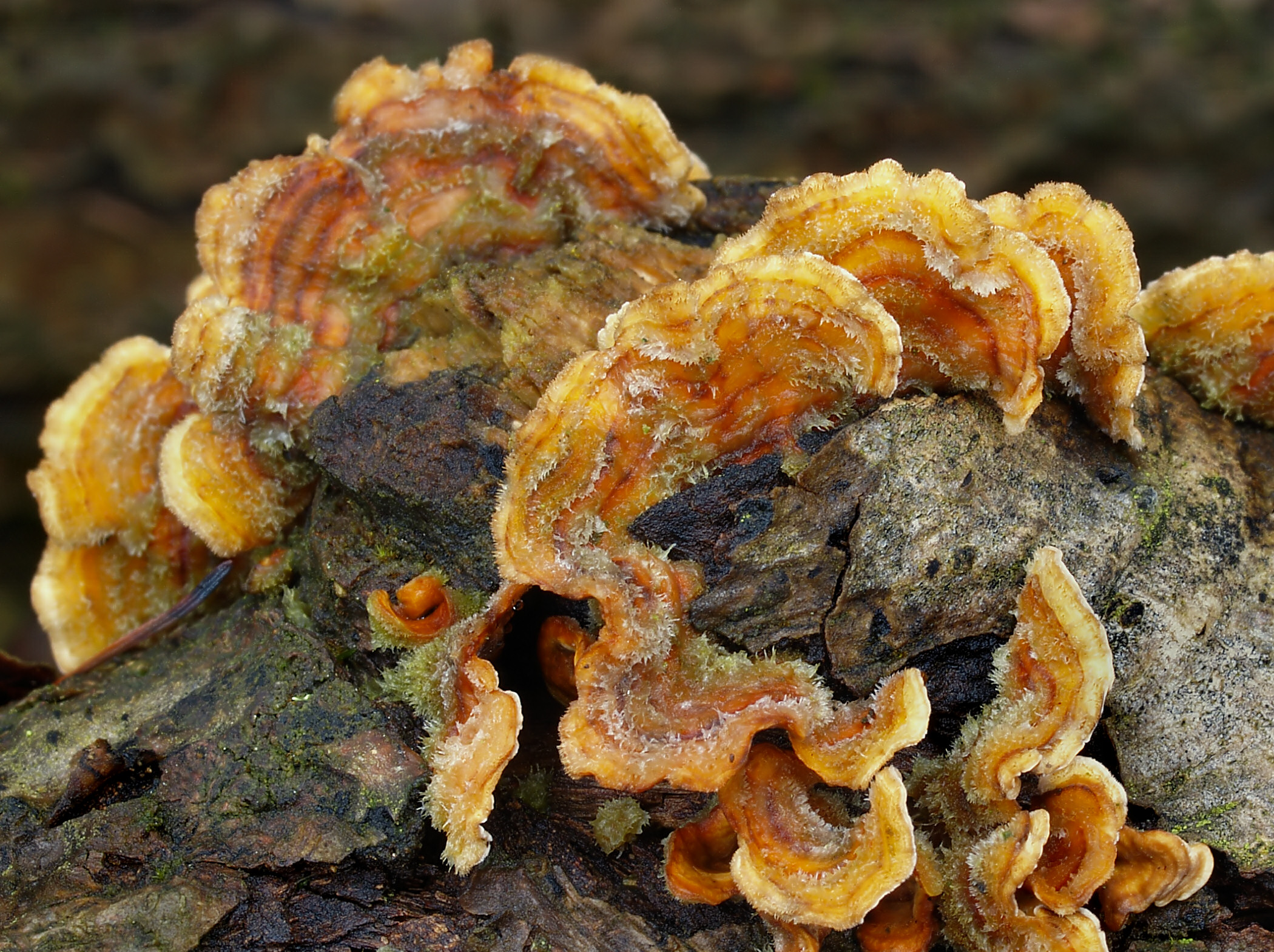
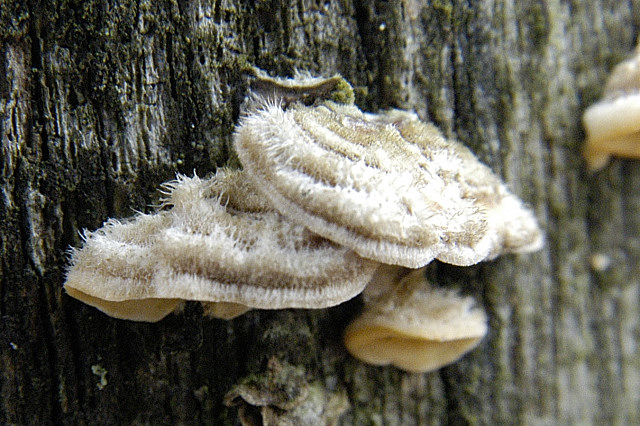
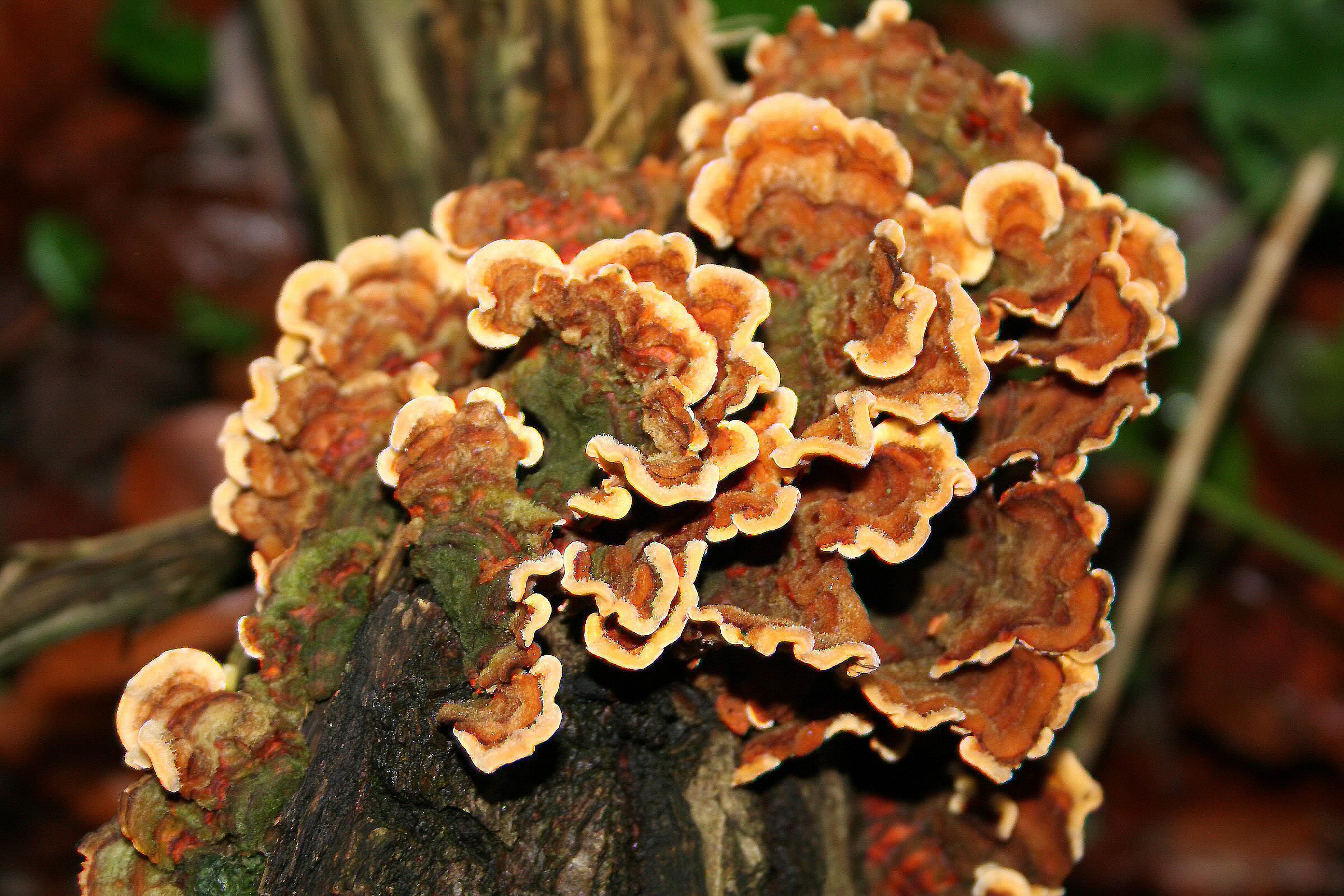
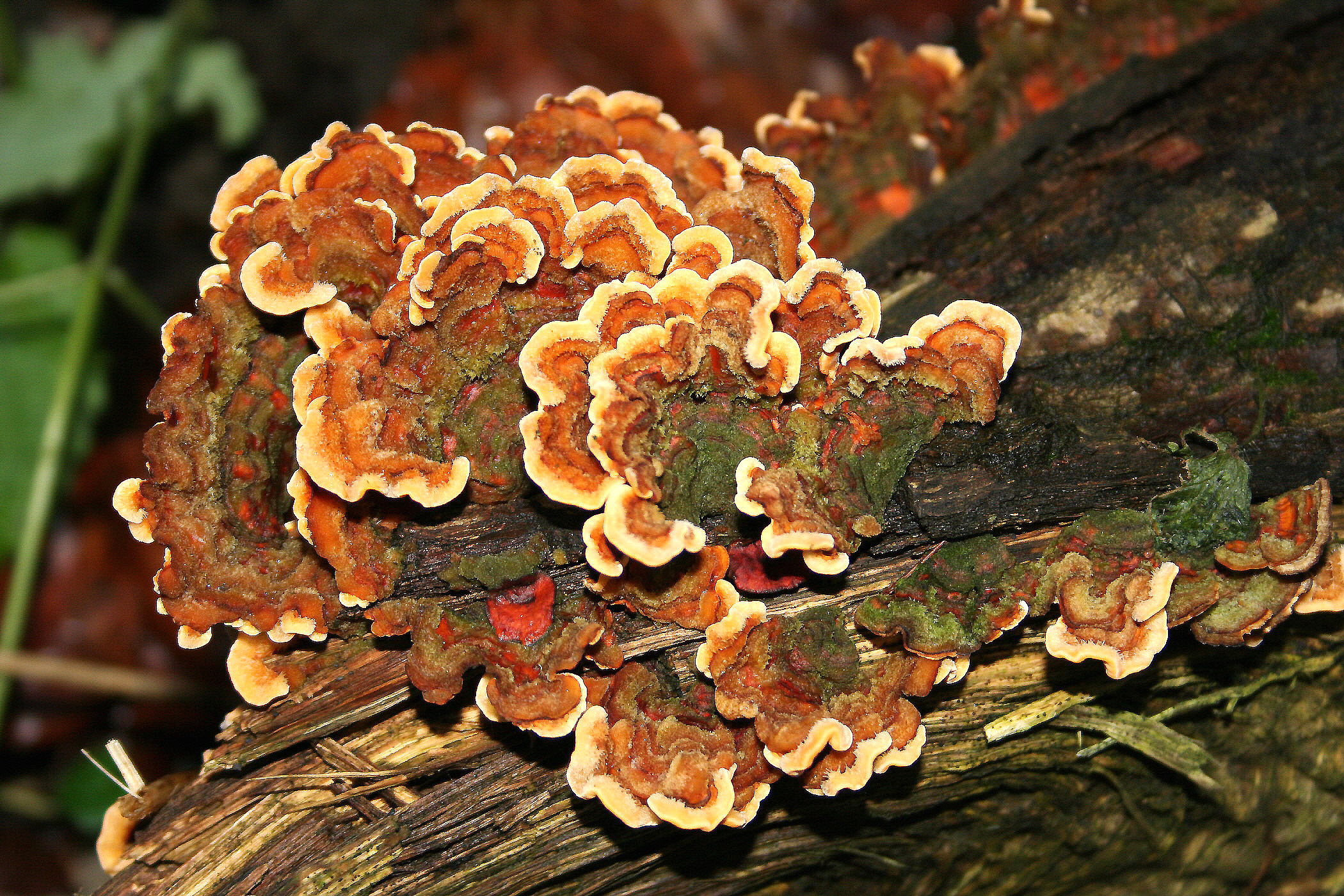